# Олійник Роман Анатолійович
Роман Анатолійович Олійник (нар. 25 липня 1975) — український футболіст, захисник.

## Життєпис
Футбольну кар'єру розпочав 1993 року в складі київської «Оболоні-Зміна», яка на той час виступала в аматорському чемпіонаті України. У сезоні 1994/95 років кияни стали переможцями підгрупи 3 та кваліфікувалися на наступний сезон до Другої ліги. У другій лізі дебютував 5 серпня 1995 року в переможному (2:0) поєдинку 1-о туру групи А проти сумського «Агротехсервіса». Роман вийшов на поле в стартовому складі та відіграв увесь матч. Дебютними голами в професіональному футболі відзначився 17 вересня 1995 року на 1-й та 28-й хвилинах переможного (2:1) домашнього поєдинку 12-о туру групи А Другої ліги проти «Сходу» (Славутич). Олійник вийшов на поле в стартовому складі та відіграв увесь матч. У футболці «пивоварів» в аматорському чемпіонаті України зіграв 37 матчів, у Другій лізі — 20 матчів (2 голи), ще 3 поєдинки (1 гол) провів у кубку України.
Під час зимової перерви сезону 1995/96 перейшов до київського «Динамо-2». Дебютував за другу команди динамівців в переможному (серія пенальті — 5:4, основний час — 2:2) домашньому поєдинку 1/16 фіналу кубку України проти «Миколаєва». Роман вийшов на поле в стартовому складі та відіграв увесь матч. У Першій лізі дебютував за киян 31 березня 1996 року в переможному (2:0) виїзному поєдинку 23-о туру проти черкаського «Дніпра». Олійник вийшов на поле в стартовому складі та відіграв увесь матч. У другій частині сезону 1995/96 у Першій лізі зіграв 18 матчів, ще 2 поєдинки провів у кубку України. По завершенні сезону повернувся до «Оболоні», де до початку зимової перерви в Другій лізі провів 14 матчів (2 голи), а також 2 поєдинки в кубку України.
Під час зимової перерви сезону 1996/97 років перейшов до складу донецького «Металурга». Дебютував у футболці «металургів» 14 березня 1997 року в нічийному (0:0) виїзному поєдинку 24-о туру Першої ліги проти олександрійської «Поліграфтехніки». Роман вийшов на поле в стартовому складі та відіграв увесь матч. У сезоні 1996/97 років доаоміг донецькому клубу виграти Першу лігу. У футболці донецького клубу відіграв близько 2 сезонів, за цей час у Першій та Вищій лігах чемпіонату України зіграв 30 матчів. У сезоні 1997/98 років виступав за «Металург-2» (Донецьк) у Другій лізі (19 матчів, 1 гол). 
У 1999 році повернувся до «Оболоні-ППО». Дебютував за столичну команду 12 квітня 1999 року в переможному (1:0) домашньому поєдинку 16-о туру групи В Другої ліги проти ФК «Миргород». Олійник вийшов на поле в стартовому складі та відіграв увесь матч. Дебютним голом у футболці «пивоварів» відзначився 31 березня 2000 року на 55-й хвилині (реалізував пенальті) програного (1:2) виїзного поєдинку 21-о туру Першої ліги проти ужгородського «Закарпаття». Роман вийшов на поле в стартовому складі та відіграв увесь матч. Разом з «пивоварами» двічі вигравав свою групу в Другій лізі (1998/99, 2000/01), а також ставав бронзовим призером Першої ліги (2001/02). У команді виступав з 1999 по 2005 рік (з перервою в 2000 році), за цей час у чемпіонатах України зіграв 116 матчів та відзначився 4-а голами, ще 5 матчів (1 гол) відіграв у кубку України. Також виступав за другу команду киян (15 матчів, 3 голи). Влітку 2000 року підсилив ФК «Вінницю». Дебютував у футболці «городян» 23 липня 2000 року в програному (1:5) виїзному поєдинку 1-о туру першої ліги проти донецького «Шахтаря-2». Роман вийшов на поле в стартовому складі та відіграв увесь матч, а на 78-й хвилині отримав жовту картку. У складі «Вінниці» з кінця липня до початку вересня зіграв 6 матчів у Першій лізі, після чого повернувся до «Оболоні».
Напередодні початку сезону 2005/06 років перейшов до «Єдності». Дебютував за команду з Плисок 19 листопада 2005 року в переможному (2:1) домашньому поєдинку 15-о туру групи Б Другої ліги проти херсонського «Кристалу». Олійник вийшов на поле в стартовому складі та відіграв увесь матч, а на 40-й хвилині отримав жовту картку. Більше на поле в офіційних матчах не виходив, а незабаром після цього завершив кар'єру професіонального футболіста.

## Досягнення
- Перша ліга чемпіонату України
  -  Чемпіон (1): 1996/97
  -  Бронзовий призер (1): 2001/02

- Друга ліга чемпіонату України
  -  Чемпіон (1): 1998/99 (Група В), 2000/01 (Група Б)

- Аматорський чемпіонат України
  -  Чемпіон (1): 1994/95 (підгрупа 3)